# Yahoo! Messenger
Yahoo! Messenger（ヤフー メッセンジャー）は、米国Yahoo!が提供していた広告付きのインスタントメッセンジャークライアントおよびプロトコルである。ダウンロードは無料であり、Yahoo! IDを取得することで利用可能となる。1998年3月9日、Yahoo! Pagerの名前で開始されたサービスである。1999年6月21日に機能拡張版としてYahoo! Messengerを公開。2018年7月17日にサポートを終了している。

## 機能
Yahoo! Voice
アメリカ合衆国でのPC同士およびPCと電話間のVoIPサービスであり、Yahoo! Messenger を使って提供される。
ボイスメールとファイル共有
ボイスメールとファイル転送機能がある。ファイル共有は1GBまで可能。
プラグイン
8.0で、ユーザーがプラグインを作ることが可能になった（フリーなYahoo! Messenger Plug-in SDKを利用）。ユーザーの作ったプラグインはYahoo! Plug-in gallery に置いて展示できる。特に海外に暮らす人々には便利なサービスである。
Yahoo! Mailの統合
2006年11月9日、Yahoo!はYahoo! MailとYahoo! Messengerの統合を計画している。チャットとメールが同じ形式で格納されるようになる。これにより、チャットログの検索が容易になる。
オフライン・メッセージング
相手がオンラインでなくてもメッセージを送っておくことができる機能。相手が次回オンラインとなった際にメッセージを受け取る。他にもGoogle Talkなどにも同様の機能がある。
Windows Live Messenger との相互運用
2005年10月13日、Yahoo!とマイクロソフトはメッセージャー同士の相互運用を発表した。これで世界2位のユーザー数（約40%）となる（1位はAOL Instant Messengerで約56%）。マイクロソフトはAOLにも相互運用を持ちかけているが、AOL側から色よい返事は得てない。実際の相互運用は2006年7月12日に開始された。これにより、双方のユーザーが相互にチャットすることが可能となっているが、今のところ音声は使えない。
ゲーム
会話ウィンドウでアイコンをクリックすることでゲームなどのアプリケーションにアクセスし、チャットの相手とゲームを楽しむことができる。

## クライアント
公式のWindows版、Mac OS X版、Linux/Unix版、BlackBerry版が存在した。

### その他のクライアント
- Adium (macOS)
- Meetro (macOS & Windows)
- Pidgin （クロスプラットフォーム）
- Miranda IM
- Naim（キャラクタユーザインタフェース）
- Trillian (macOS & Windows)
- Meebo